# Les Gens qu'on aime
Pistes de Promesse
Chez nous
(3) Ta belle histoire
(5)
Les Gens qu'on aime est une chanson écrite et composée par Jean-Jacques Goldman et interprétée par Patrick Fiori sur l'album Promesse sorti en 2017.
Troisième single de l'album après Où je vis et Chez nous, la chanson atteint la 12e place des ventes en France.
Dans cette chanson, Patrick Fiori évoque les personnes qui lui sont chères.

## Clip vidéo
Le clip de la chanson est sorti le 10 décembre 2018 et est réalisé par Éric Parizeau. On peut y voir le chanteur sortant dans la rue pour aller à la rencontre de différentes personnes, dans un univers entièrement dessiné et tourné en stop motion. De nombreuses personnalités font une brève apparition dans le clip, à savoir la youtubeuse Lola Dubini, l'entraîneur de football Arsène Wenger, le chanteur corse Antoine Ciosi ou encore l'auteur-compositeur du titre, Jean-Jacques Goldman.

## Classements
| Classement (2018-2019)       | Meilleure position |
| ---------------------------- | ------------------ |
| Belgique (Wallonie Ultratip) | 13                 |
| France (SNEP)                | 12                 |